# Szok końcowy

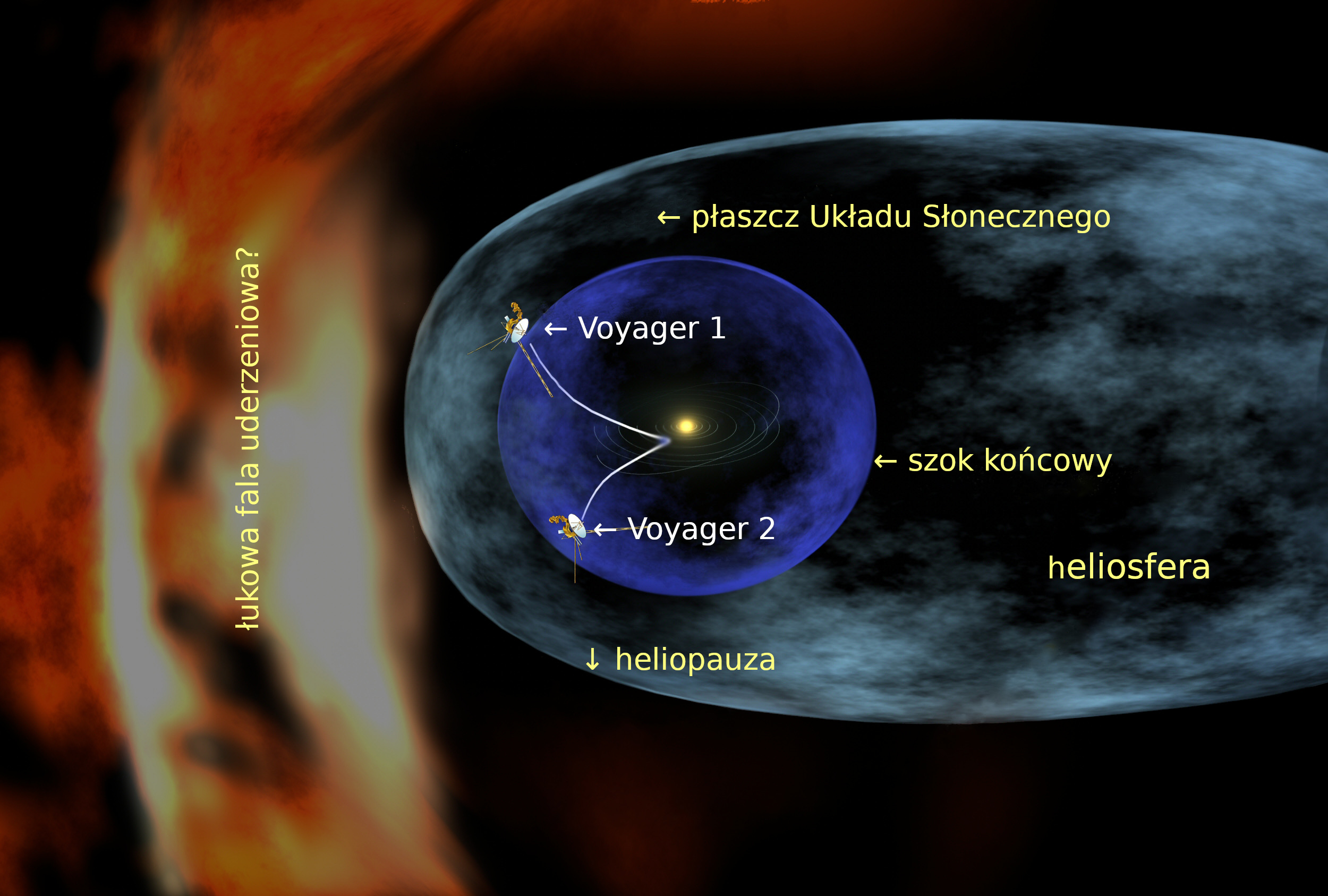
Struktura heliosfery

Szok końcowy – powierzchnia otaczająca Układ Słoneczny, na której wiatr słoneczny zwalnia do prędkości mniejszej od tak zwanej prędkości dźwięku w otaczającym ośrodku międzygwiazdowym. Prędkość ta jest równa około 100 km/s; jest ona zmienna i zależy od chwilowej gęstości ośrodka.

## Charakterystyka szoku
Przekroczeniu tej granicy towarzyszy powstanie fali uderzeniowej, która ze względu na stały napływ cząstek wiatru ma charakter fali stojącej. Skokowo wzrasta gęstość i temperatura cząstek wiatru, zmienia się też jego pole magnetyczne. Istnienie tych zjawisk potwierdziły badania sond kosmicznych. Voyager 1 przekroczył szok końcowy w grudniu 2004 r. (wcześniejsza informacja z sierpnia 2002 uważana jest za przedwczesną), a Voyager 2 w sierpniu 2007 r..
Obserwacje sond wykazały również, że szok końcowy nie jest sferyczny, ale w pewnym stopniu nieregularny, cofnięty bliżej Słońca w części południowej, a w północnej rozszerzony. Nie jest to zapewne jego stała cecha; szok końcowy jest ciągle kształtowany przez aktywność naszej gwiazdy dziennej i pole magnetyczne Galaktyki, więc jego kształt może ulegać zmianom.
Jest to pierwsza, wewnętrzna granica heliosfery. Za powierzchnią szoku końcowego rozciąga się obszar znany jako płaszcz Układu Słonecznego.